# Christian Di Domenico
Christian Di Domenico (Monza, 20 aprile 1969) è un attore teatrale italiano.

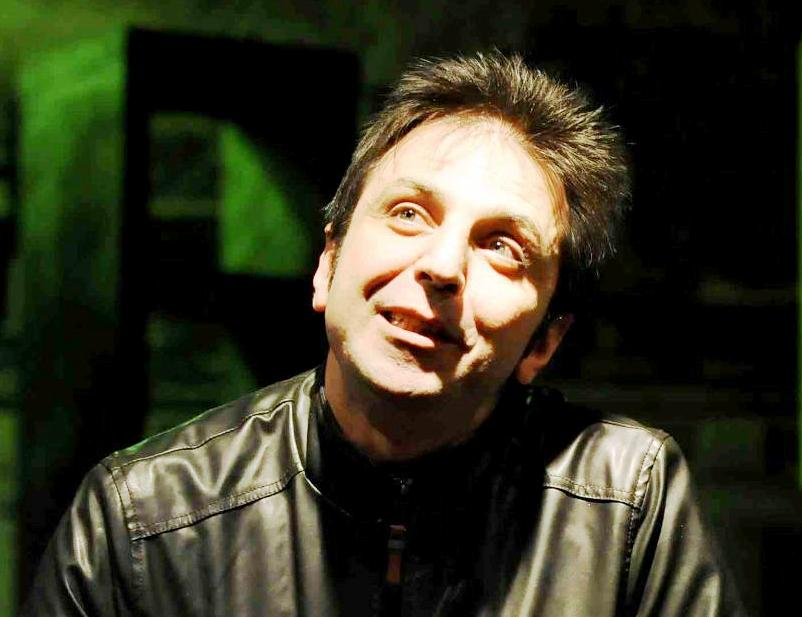
Christian Di Domenico

È il principale erede ed insegnante della metodologia d'arte drammatica alschitziana in Italia, nata ad opera del regista russo Jurij Leonovič Al'šic agli inizi degli anni 1990.

## Biografia
Dopo aver conseguito il diploma con la qualifica di attore alla Scuola di teatro Alessandra Galante Garrone nel 1990 diretta da Alessandra Galante Garrone e alla Scuola d'arte drammatica "Paolo Grassi" di Milano nel 1992, debutta con il ruolo di Laerte nell'Amleto di William Shakespeare, con la regia di Elio De Capitani. Tra il 1992 e il 1996 lavora, tra gli altri, con Jerzy Stuhr (in Echi del 1789), Vittorio Franceschi, Riccardo Fucks (Aspettando Godot) e Marco Baliani. Prosegue il suo cammino professionale con Massimo Navone (Gli attori in buona fede e La disputa, di Pierre de Marivaux), Giuseppe Bertolucci (Una vita in gioco, con Mariangela Melato e Il congedo del viaggiatore cerimonioso, da un poema di Giorgio Caproni, con Antonio Albanese e Giuseppe Battiston).
A questo punto comincia un'assidua collaborazione con Gabriele Vacis, regista e direttore artistico del Laboratorio Teatro Settimo, lavorando come attore in diverse produzioni, tra le quali spiccano Il Tartuffo di Molière, Le fenicie di Euripide, I sette contro Tebe di Eschilo e Il canto delle città, tratto da Le città invisibili di Italo Calvino, spettacolo con cui partecipa al Festival di Ragusa e al Mittlefest di Cividale del Friuli. Dal 1996 al 1999 frequenta "La Scuola dopo il Teatro", master di specializzazione per attori e registi professionisti diretto dal maestro russo Jurij Leonovič Al'šic, al termine del quale consegue la qualifica professionale di pedagogo e collabora stabilmente al fianco di Al'šic, nella conduzione di alcuni laboratori internazionali.
Con la sua regia partecipa alle Orestiadi di Gibellina con lo spettacolo Giochi con Platone. Dal 1996 al 2001 è membro del PROTEI (Progetti Teatrali Internazionali) e dal 2001 al 2005 è Presidente della Compagnia delle Formiche, nella quale continua il suo lavoro di attore nei seguenti spettacoli: Dimitrij Karamazov, da I fratelli Karamazov di Fëdor Dostoevskij, Ippia e Socrate, dall’Ippia minore di Platone, Macbeth Illusion tratto da William Shakespeare, La casa di Bernarda Alba di Federico García Lorca e Un Amleto di legno, di Natalia Capra (sempre diretto da Gianpiero Borgia) che partecipa al Festival dei Due Mondi di Spoleto nel 2004.
In questi ultimi anni è presente come attore anche nelle seguenti produzioni pugliesi: Anfibi Rossi, da Simona Vinci e "Assedio", di Mariano Dammacco, La controra, scritto e diretto da Sonia Antinori (prodotto dall'Aleph Theatre) e Apologia di Socrate, di Platone, regia di Arcangelo Adriani. Nel 2006 firma inoltre le sue prime regie: L'ultima tentazione di Socrate, dal dialogo platonico Ione e La Tempesta di Prospero. Tentativo di un congedo. Durante il mese di giugno del 2006 è presente come attore ne Le notti bianche, con la regia di Jurij Leonovič Al'šic e a novembre dello stesso anno debutta con lo spettacolo Sacco e Vanzetti loro malgrado, una produzione del Cerchio di Gesso di Foggia, con la regia di Simona Gonella.
Christian Di Domenico in gioventù ha conosciuto personalmente Don Pino Puglisi, martire della Mafia, testimoniandone in un proprio spettacolo l'esperienza di aiuto alla gioventù palermitana.

## Ultimi lavori
Le ultime produzioni a cui partecipa sono: Il sogno degli artigiani, scritto da Michele Santeramo e diretto da Michele Sinisi del Teatro Minimo; I reduci, scritto da Michele Santeramo, Michele Bia e diretto da Carlo Bruni, Yerma di Federico García Lorca, regia di Gianpiero Borgia, presente nel cartellone dell'ultimo Fringe Festival di Edimburgo; ed infine La storia del comunismo raccontata ai malati di mente, di Matei Vișniec, una produzione del Teatro Stabile di Catania diretta da Gianpiero Borgia.
Nel febbraio 2011 è in scena con la commedia romantica Midsummer, affiancato dalla pluripremiata Manuela Mandracchia e diretto nuovamente da Gianpiero Borgia. Dal 22 marzo al 3 aprile 2011 è di scena al Teatro dell'Orologio di Roma nuovamente con Le notti bianche di Fëdor Dostoevskij.
Attualmente è pedagogo e coordinatore didattico dell'ITACA (con sede a Corato, nel barese), la prima accademia teatrale pugliese riconosciuta e impegnata nella formazioni di giovani attori e registi.
Nel 2013 è autore e interprete di "U Parrinu - La mia storia con Padre Pino Puglisi ucciso dalla mafia"; lo spettacolo va in anteprima il 22 maggio 2013 proprio nella chiesa di San Gaetano a Brancaccio, dove aveva operato il Beato Pino Puglisi, e il 26 agosto 2013 debutta al festival Castel dei Mondi di Andria, come evento speciale fuori concorso.
È autore ed interprete di "Nel mare ci sono i coccodrilli" ispirato all'omonimo libro, uno spettacolo teatrale estremamente emozionante. 
Nel 2019 scrive ed interpreta un altro spettacolo estremamente interessante e toccante, "Mio fratello rincorre i dinosauri" che narra la storia reale di Giovanni Mazzariol, affetto da sindrome di Down, e della sua famiglia attraverso gli occhi del fratello Giacomo, nell'omonimo romanzo.